# Мисолич, Филип
Филип Мисолич (род. 8 августа 2001, Грац) — австрийский профессиональный теннисист.

## Спортивная карьера
В 2022 году Мисолич выиграл титул чемпиона ATP Challenger в одиночном разряде на Открытом чемпионате Загреба.
В этом же году дебютировал на турнирах ATP-тура. На Открытом чемпионате в Кицбюэле, получив wildcard, дошел до финала, победив Даниэля Дутру да Силву, Пабло Андухара, Душана Лайовича, Янника Ханфманна. В финале уступил испанцу Роберто Баутисте Агуту. В результате Филип поднялся почти на 70 позиций в рейтинге и 1 августа 2022 года стал теннисистом № 1 в Австрии.
В 2023 году на Открытом чемпионате Швеции в Бастаде австриец дошел до четвертьфинала, пройдя квалификацию в основную сетку. В четвертьфинале уступил третьему сеяному Лоренцо Музетти. В этом же году квалифицировался на Открытый чемпионат Стокгольма, где победил восьмого сеяного Дэна Эванса, а также прошел квалификацию на свой домашний турнир Erste Bank Open 2023.
В мае 2024 года, на Открытом чемпионате Франции по теннису, Филип Мисолич, имея 241-й номер рейтинга победил в квалификации и вышел в основную сетку турнира. В первом раунде в упорном пятисетовом матче одержал победу над финским теннисистом Отто Виртаненом. Во втором раунде встречался с 23-м сеянным на турнире аргентинцем Франсиско Серундоло, которому уступил в трёх сетах.

## Рейтинг на конец года
| Год  | Одиночный рейтинг | Парный рейтинг |
| 2023 | 146               | 0              |
| 2022 | 149               | 1520           |
| 2021 | 354               | 1395           |
| 2020 | 897               | 1609           |
| 2019 | 1466              | 0              |

## Выступления на турнирах

### Финалы турнировATPв одиночном разряде (1)

#### Поражение (1)
| Легенда                     |
| --------------------------- |
| Турниры Большого шлема (0)* |
| Итоговый турнир ATP (0)     |
| ATP Мастерс 1000 (0)        |
| АТР 500 (0)                 |
| АТР 250 (0)                 |

| Титулы по покрытиям | Титулы по месту проведения матчей турнира |
| ------------------- | ----------------------------------------- |
| Хард (0)            | Зал (0)                                   |
| Грунт (0)           | Зал (0)                                   |
| Трава (0)           | Открытый воздух (0)                       |
| Ковёр (0)           | Открытый воздух (0)                       |

* количество побед в одиночном разряде.
| №  | Дата      | Турнир            | Покрытие | Соперник в финале     | Счёт    |
| 1. | июль 2022 | Кицбюэль, Австрия | Грунт    | Роберто Баутиста Агут | 2-6 2-6 |